# Kapturek

Kapturek umieszczony w górnej części dżojstika (oznaczony zielonym kolorem i nr. 7)

Kapturek, hat lub grzybek (ang. Hat Switch) – dodatkowa miniaturowa dźwigienka (manipulator), obsługiwana za pomocą kciuka i umocowana w górnej części rękojeści dżojstika analogowego.
Dzięki niej grający może oglądać przestrzeń wokół siebie, np. z punktu widzenia pilota odrzutowca lub do sterowania pociskami. Oprócz tego w wielu symulatorach lotu wykorzystuje się go do pozycjonowania steru wysokości i steru kierunku.